# Theta-Rolle
Theta-Rolle ist ein Begriff der Syntaxtheorie, der in der generativen Grammatik von Noam Chomsky geprägt wurde, um die Beziehung zwischen Verben und ihren Argumenten als ein syntaktisches Merkmal zu erfassen. Mit dem Konzept der Theta-Rolle wird der allgemeinere Begriff der „Semantischen Rolle“ aufgegriffen und für Mechanismen dienstbar gemacht, die für die generative Syntax spezifisch sind („Theta-Markierung“, „Theta-Position“ etc.). In diesem Artikel wird daher speziell die Verwendung thematischer Rollen in Chomskys Syntaxtheorie behandelt; für allgemeinere und semantische Gesichtspunkte siehe den Artikel Semantische Rolle.
In der Rektions- und Bindungstheorie und der Standardtheorie der Transformationsgrammatik ist eine Theta-Rolle oder θ-Rolle das formale Mittel, um eine syntaktische Argumentenstruktur (die Anzahl und Art von grammatischen Ergänzungen) abzubilden, die von einem bestimmten Verb gefordert wird. So verlangt beispielsweise das Verb „stellen“ drei Argumente: Eva (1) stellt die Blumen (2) auf den Tisch (3). Man sagt, dass das Verb „stellen“ drei Theta-Rollen „zuweist“. Diese Tatsache ist in einem Theta-Raster festgehalten, das dem lexikalischen Eintrag dieses Verbs zugeordnet ist. Die Übereinstimmung zwischen dem Theta-Raster und dem tatsächlichen Satz wird durch einen Filter geleistet, der als Theta-Kriterium bekannt ist. Frühe Versionen eines solchen Kriteriums finden sich auch in den Arbeiten über semantische Rollen von Fillmore (1968) (der die Rollen als „Kasus“ bezeichnete) und Jeffrey Gruber (1965).

## Theta-Rollen und thematische Relationen
Synonym zum Begriff Theta-Rollen finden die Begriffe „thematische Relationen“, „semantische Rollen“ oder „Kasusrollen“ ihre Anwendung. Die Ursache liegt darin, dass Theta-Rollen oft so bezeichnet werden wie die wichtigste thematische Relation, die in ihnen zum Ausdruck kommt. Eine bedeutende Theta-Rolle ist etwa das primäre oder externe Argument. Typischerweise wird diese Rolle der Nominalphrase zugewiesen, die den Agens der Handlung ausdrückt, so dass man die Theta-Rolle kurzerhand als „Agens“ bezeichnet. Dabei unterscheiden sich Theta-Rollen und thematische Relationen in einer Reihe von Punkten:
- In thematischen Relationen kommen semantische Relationen der Nominalphrasen zur Handlung oder zum Zustand zum Ausdruck, die durch das Verb ausgedrückt werden. Theta-Rollen dagegen sind eine syntaktische Begrifflichkeit, die die Anzahl, die Art und die Stellung obligatorischer Elemente regelt. Als Beispiel diene der Satz: Maria aß den Apfel. Durch die Theta-Rollen wird folgendes festgelegt: Es gibt zwei Argumente (Maria und den Apfel); Maria muss in der Lage sein, etwas (tun) zu wollen; sie muss fähig sein, die Handlung auszuführen (beides träfe z. B. auf Gegenstände nicht zu); der Apfel muss etwas Essbares sein. Die Theta-Rollen beschreiben also Anzahl und Art der Argumente; sie dienen zur „Indizierung“ eines Arguments. Der tatsächliche semantische Gehalt der Argumentrolle wird dagegen durch die thematische Relation beschrieben.
- Nicht alle theoretischen Ansätze verwenden Theta-Rollen. Diese sind weitgehend beschränkt auf die generative Grammatik Chomskys und die Lexikalisch-funktionale Grammatik. Zahlreiche andere Grammatikmodelle greifen dagegen direkt auf thematische Relationen zurück.
- Nur Argumente, die vom Verb abhängen, tragen Theta-Rollen, nicht aber Adjunkte, selbst wenn es sich dabei um Präpositionalphrasen wie „am Freitag“ oder Nominalphrasen wie „gestern“ handelt. Dagegen drücken fast alle Nominalphrasen thematische Relationen aus.
- Ein Argument kann nur eine Theta-Rolle tragen, aber mehrere thematische Relationen ausdrücken. Beispiel: Eva gab Peter den Ball. Hier drückt Eva zwei thematische Relationen aus, Agens (Agent) und Quelle (Source). Die Theta-Rolle von Eva ist dagegen nur die externe (Agens-)Rolle.
- Thematische Relationen sind Eigenschaften von Nomina und Nominalphrasen. Theta-Rollen können jedem Argument zugewiesen werden, auch eingebetteten Sätzen, was bei thematischen Rollen nicht möglich ist.

## Theta-Raster und Theta-Kriterium
Theta-Rollen sind im Theta-Raster eines Verbs erfasst. Eine Möglichkeit, ein Theta-Raster darzustellen, besteht in einer Liste, die von eckigen Klammern umschlossen ist; dabei ist das Argument mit der externen Theta-Rolle zuerst genannt und unterstrichen. Damit lautet das Raster für das Verb „geben“: \<Agens, Thema, Ziel\>. Eine andere Möglichkeit der Darstellung ist eine tabellarische Veranschaulichung.
Das Theta-Kriterium ist eine Regel der Rektions- und Bindungstheorie, das eine 1:1-Entsprechung von Argumenten und Theta-Rollen erzwingt. Es lautet folgendermaßen:
Das Theta-Kriterium: Jedes Argument hat eine und nur eine Theta-Rolle, und jede Theta-Rolle wird einem und nur einem Argument zugewiesen.
Obwohl dies oft nicht explizit erwähnt wird, sollte man zur Kenntnis nehmen, dass Adjunkte vom Theta-Kriterium ausgenommen sind.

## Thematische Hierarchien
Bei typologischen Untersuchungen über Einzelsprachen hinweg haben Sprachwissenschaftler in der Tradition der Relationalen Grammatik wie David M. Perlmutter und Paul Postal (1984) beobachtet, dass bestimmte thematische Relationen und Theta-Rollen oft bestimmte Positionen im Satz belegen. So findet man in unmarkierten Sätzen die Agens-Rolle in der Subjektposition, das Thema in der Objekt-Position und die Ziel-Rolle in der Position des indirekten Objekts. Auf dieser Beobachtung basiert die Universal Alignment Hypothesis (UAH), der zufolge die thematischen Relationen gemäß folgender Hierarchie auf die Argumentenposition verteilt werden:
Agent < Theme < Experiencer < Andere.
Mark C. Baker (1988) hat diese Idee in Form der Universal Theta Assignment Hypothesis (UTAH) in die Rektions- und Bindungstheorie aufgenommen. Einen anderen Ansatz verfolgen Ken Hale und Samuel Jay Keyser (1993) und Hale & Keyser (2002); hier gibt es keine zugrunde liegenden Theta-Rollen oder gar thematische Relationen. Stattdessen identifiziert das interpretative Element der Grammatik die semantische Rolle eines Arguments aufgrund seiner Position im Baumdiagramm.
Einige Begriffe (weiteres unter semantischer Rolle):
- Agens, agent der Ausführende oder Handlungsträger,
- Patiens, patient das Lebewesen, das durch die Handlung verändert wird. Im unbelebten Zustand affiziertes Objekt[3],
- Rezipient, recipient der (belebte) Empfänger[4],
- Benefizient, beneficiary der Nutznießer einer Handlung, unterschieden vom Malefizienten der, dem die Handlung schadet,
- Thema, theme oder effiziertes Objekt, ist die Entität, die durch die Handlung beeinflusst, aber nicht verändert wird, unter Umständen vielleicht verschoben usw. wird,
- Location source, goal, path,
- Experiencer,  experiencer derjenige, der etwas empfindet oder auch wahrnimmt oder denkt,
- Stimulus, stimulus das Objekt, in Bezug auf das etwas gefühlt wird, meist auch für ein Objekt, das wahrgenommen wird,
- Comitative derjenige, mit dem etwas gemeinsam geschieht.[5][6]

## Argumentenstruktur in anderen formalen Ansätzen

### Lexikalisch-funktionale Grammatik (LFG)
Die Lexikalisch-funktionale Grammatik (siehe Falk (2001) und Bresnan (2001)) ist bezüglich der Theta-Rollen dem Ansatz Chomskys am ähnlichsten. Die LFG jedoch verwendet drei verschiedene Strukturschichten, um die Relationen oder Funktionen von Argumenten darzustellen: Theta-Struktur, a-Struktur (Argumentenstruktur) und f-Struktur (funktionale Struktur), die grammatische Beziehungen ausdrückt. Diese Schichten werden durch komplizierte „linking rules“ miteinander verknüpft. Thematische Relationen in der Theta-Struktur werden auf eine Reihe von Positionen in der a-Struktur abgebildet, die gebunden sind an die Merkmale [±o] (in etwa „Objekt“) und [±r] („restringiert“, was eine explizite Markierung durch eine Präposition oder einen Fall bedeutet). Diese Merkmale legen dann fest, wie die Argumente auf bestimmte grammatische Funktionen im Satz abgebildet werden.

### Kopfgesteuerte Phrasenstrukturgrammatik (HPSG)
Die Kopfgesteuerte Phrasenstrukturgrammatik (Head-Driven Phrase Structure Grammar, HPSG), für die Sag, Wasow & Bender (2005) eine Einführung bieten, verwendet an sich keine Theta-Rollen, sondern teilt ihre Eigenschaften in zwei verschiedene Merkmalsstrukturen auf. Anzahl und Kategorie werden durch ein Merkmal namens ARG-STR angezeigt. Dieses Merkmal besteht aus einer geordneten Liste von Kategorien, die zusammen mit dem jeweiligen Verb oder Prädikat auftreten müssen. Beispielsweise lautet die ARG-STR des Verbs „danken (für etw.)“ <NP, NP, PP> : Eva (NP) dankt Hans (NP) für seine Mitarbeit (PP). Der semantische Teil dieser Theta-Rollen (d. h. der thematischen Relationen) wird in einem besonderen Bündel semantischer Restriktionen (RESTR) behandelt. Diese drücken typischerweise die semantischen Eigenschaften direkter aus als thematische Relationen. Für das Verb „geben“ etwa lauten die Argumente nicht Agens, Thema und Ziel, sondern Geber, Gegebenes und Empfänger.

### Ansätze, die Theta-Rollen vermeiden
Manche Ansätze wie die Konstruktionsgrammatik und das Simpler Syntax Model von Culicover & Jackendoff (2005) – vgl. auch Jackendoffs frühere Arbeiten über Argumentenstruktur und Semantik wie Jackendoff (1983) und Jackendoff (1990) – gehen davon aus, dass Theta-Rollen (und thematische Relationen) nicht dazu geeignet sind, die syntaktische Argumentenstruktur von Prädikaten oder die von ihnen entdeckten semantischen Eigenschaften wiederzugeben. Diese Ansätze plädieren für komplexere semantische Strukturen (oft als „lexikalisch-konzeptuelle Strukturen“ bezeichnet), die auf die syntaktische Struktur abgebildet werden.
Auch die meisten typologischen und funktionalistischen Ansätze zur Grammatik, etwa die Functional Grammar und die Role and Reference Grammar, sowie auch die Dependenzgrammatik, verwenden keine Theta-Rollen, beziehen sich aber bisweilen durchaus auf thematische Relationen und grammatische Funktionen oder ihre begrifflichen Entsprechungen.